# خانه حجازیان
خانه حجازیان مربوط به دوره قاجار است و در سبزوار، خیابان اسرار شمالی، روبروی شهرداری (بانک ملی) واقع شده و این اثر در تاریخ ۲۴ فروردین ۱۳۸۲ با شمارهٔ ثبت ۸۲۶۰ به‌عنوان یکی از آثار ملی ایران به ثبت رسیده است.

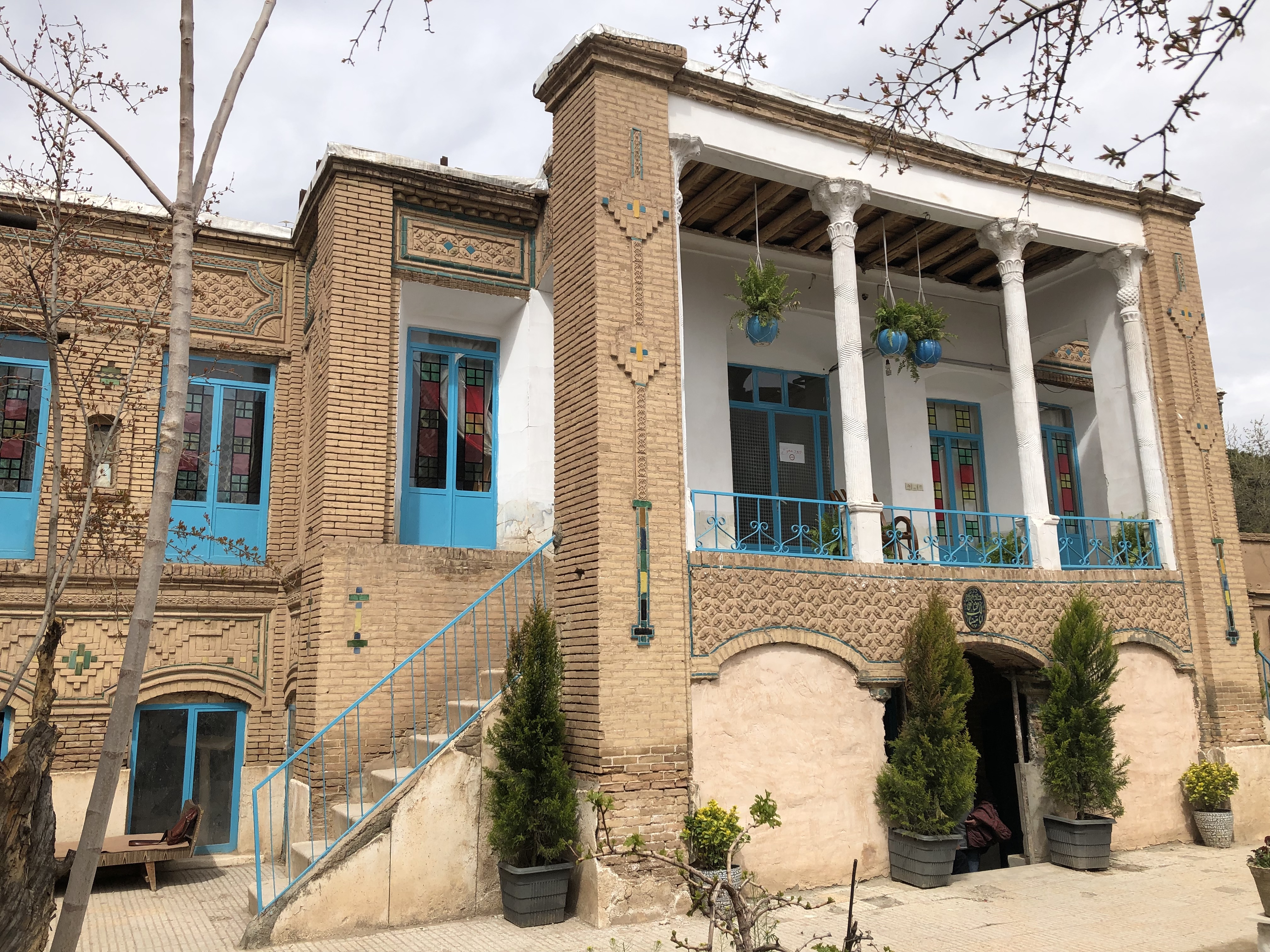
خانه حجازیان در نوروز ۱۳۹۸